# Temple Qinglong (Xi'an)
Le temple Qinglong (chinois simplifié : 青龙寺 ; chinois traditionnel : 青龍寺 ; pinyin : qīnglóng sì ; litt. « Temple du Dragon bleu »), également connu sous le nom de temple Shifo (石佛寺, shífó sì, « Temple du bouddha de pierre ») est un temple fondé à Chang'an (aujourd'hui Xi'an), au milieu de la dynastie Tang. Le moine Huiguo (746–805) y a apporté le bouddhisme vajrayāna, et son disciple Kūkai l'en a transporté au Japon. Depuis cette époque, ce temple est considéré comme le berceau du bouddhisme vajrayana, autant en Chine han qu'au Japon. Gravement endommagé en 1086, sous la dynastie Song, il a été redécouvert en 1963 et reconstruit dans les années 1980.

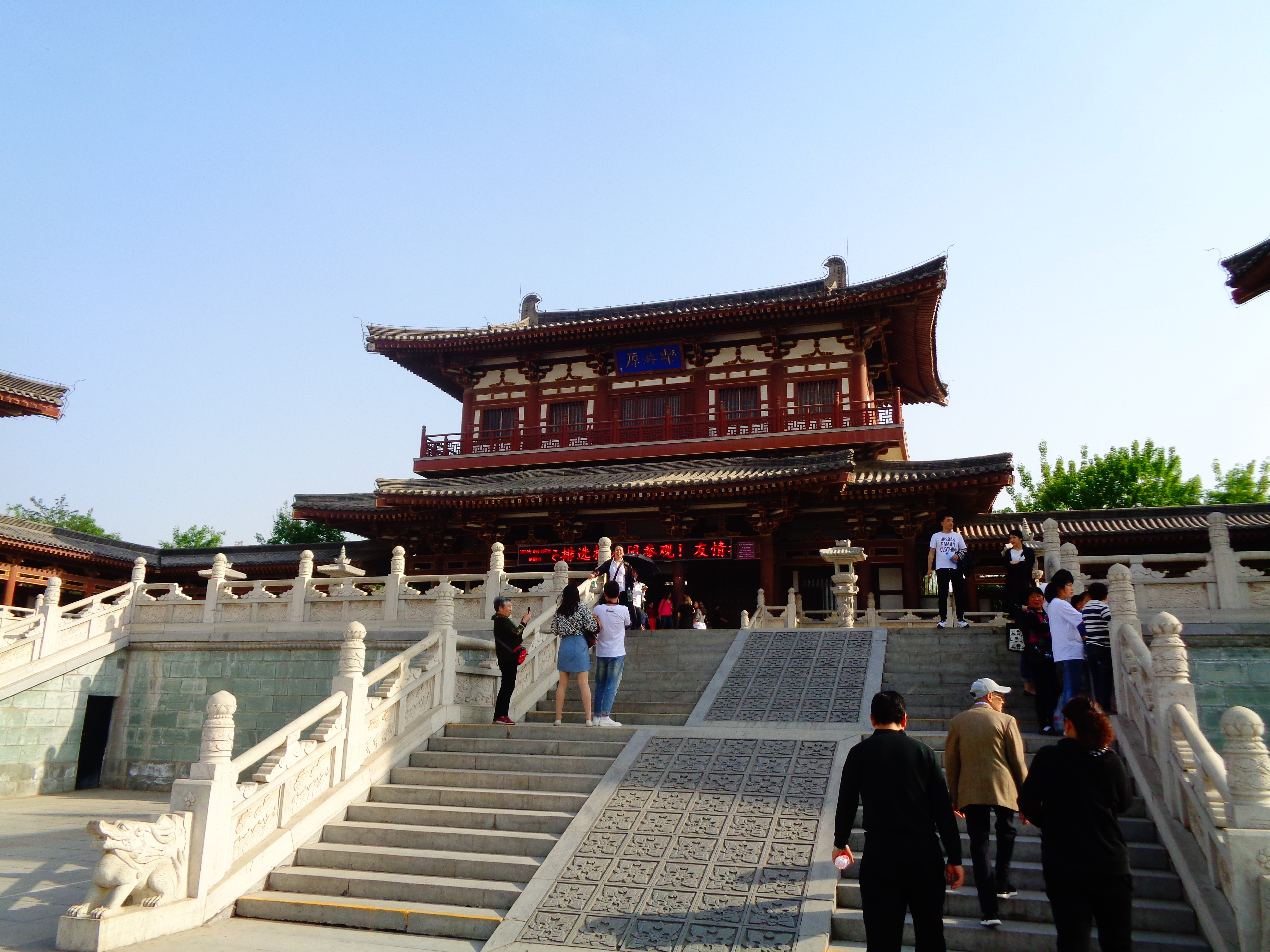
Un des bâtiments du temple.